# Manta esperancera

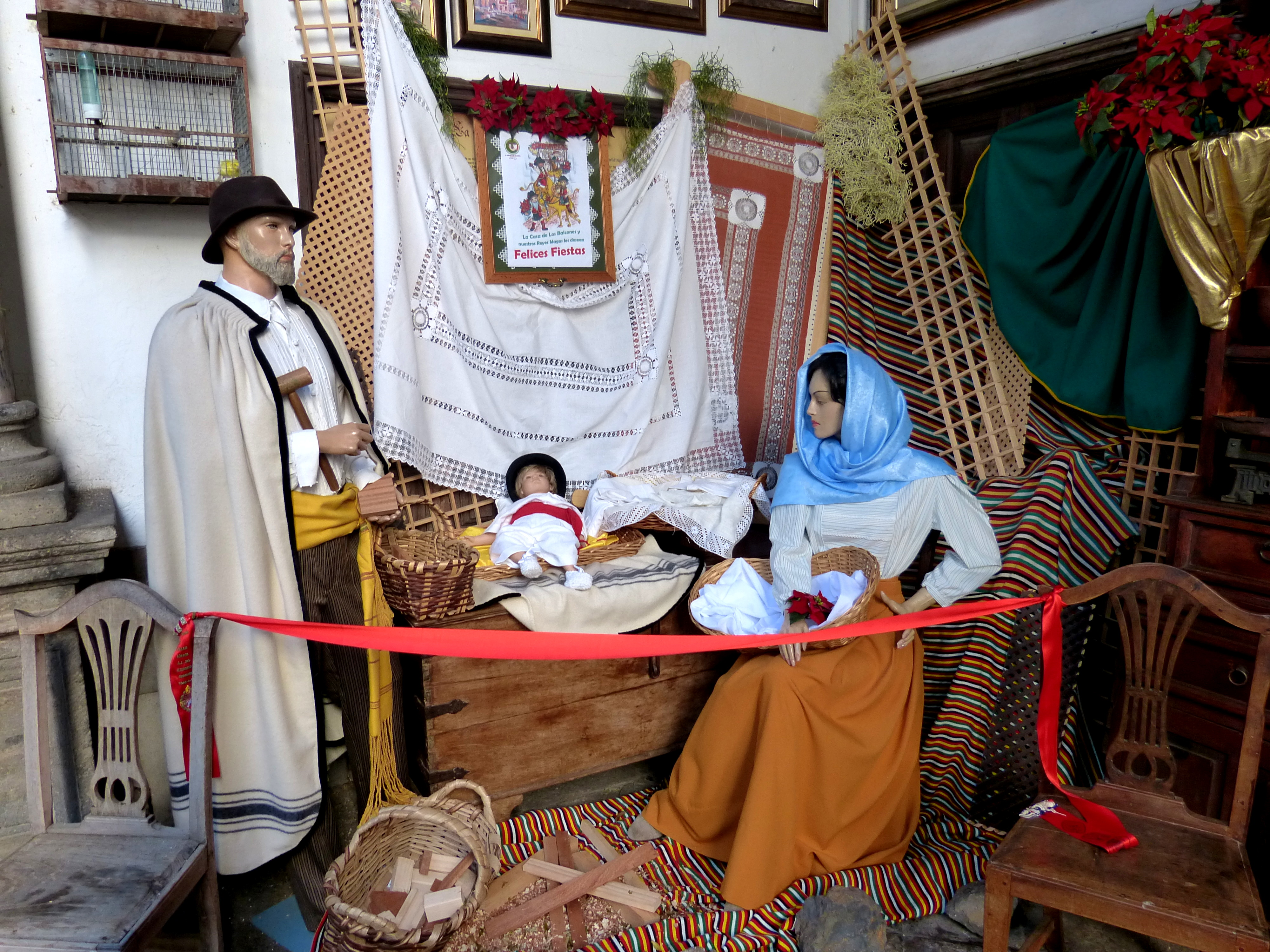
Betlemme tradizionale nelle isole Canarie a La Orotava (Tenerife). La figura che rappresenta San Giuseppe indossa la Manta esperancera.

La Manta esperancera è un capo d'abbigliamento in forma di cappa, tradizionale degli agricoltori sull'isola di Tenerife (Isole Canarie, Spagna).

## Descrizione
La coperta è sempre in colori pastello o beige e sulla parte più esterna del bordo è visibile una serie di strisce alternate solitamente beige oppure blu. Le origini della Manta esperancera sono da ricercare tenendo presente il clima delle più alte zone di Tenerife, umide e boscose. I primi capi erano esportati come coperte di lana e utilizzati in Inghilterra. In seguito, da coperta fu trasformato in un capo di abbigliamento maschile. La Manta esperancera deve il suo nome alla città di La Esperanza, in quanto in tale luogo veniva maggiormente utilizzato sempre per via dell'alto tasso di umidità, uno dei più consistenti nella parte centro-settentrionale dell'isola (la località è situata a est di Santa Cruz de Tenerife).
Molti autori affermano che Manta esperancera è una evoluzione del Tamarco, indumento utilizzato dai Guanci (antichi nativi dell'isola) allo stesso scopo, ossia evitare il freddo e l'umidità. Nel corso del tempo, la Manta esperancera è diventato un simbolo del vestiario tradizionale delle Isole Canarie, adoperato da diversi gruppi folk locali essenzialmente sulle isole di Los Sabandeños e Los Gofiones.